# إثميا زرقاء داكنة
إثميا زرقاء داكنة (الاسم العلمي:Ethmia cyanea) هي نوع من الحشرات تتبع جنس الإثميا من فصيلة الألاشستيات.